# Princípio de Hume
O princípio de Hume ou HP diz que o número de Fs é igual ao número de Gs se e somente se houver uma correspondência bijetora (uma bijeção) entre os Fs e os Gs. HP pode ser declarado formalmente em sistemas de lógica de segunda ordem. O princípio de Hume é nomeado para o filósofo escocês David Hume e foi cunhado por George Boolos.
A HP desempenha um papel central na filosofia da matemática de Gottlob Frege. Frege mostra que HP e definições adequadas de noções aritméticas envolvem todos os axiomas do que agora chamamos de aritmética de segunda ordem. Esse resultado é conhecido como teorema de Frege, que é a base para uma filosofia da matemática conhecida como neologicismo.

## Origens
O princípio de Hume aparece em Fundamentos da Aritmética de Frege (§73), que cita a Parte III do Livro I de A Treatise of Human Nature (1740) de David Hume. Hume apresenta sete relações fundamentais entre ideias. Em relação a uma delas, proporção em quantidade ou número, Hume argumenta que nosso raciocínio sobre proporção em quantidade, como representado pela geometria, nunca pode alcançar "precisão e exatidão perfeitas", uma vez que seus princípios são derivados da aparência dos sentidos. Ele contrasta isso com o raciocínio sobre número ou aritmética, em que tal precisão pode ser alcançada:
A álgebra e a aritmética [são] as únicas ciências nas quais podemos conduzir uma cadeia de raciocínio com algum grau de complexidade, e ainda assim preservar uma exatidão e certeza perfeitas. Possuímos um padrão preciso, pelo qual podemos julgar a igualdade e a proporção dos números; e conforme correspondem ou não a esse padrão, determinamos suas relações, sem qualquer possibilidade de erro. Quando dois números são combinados, de modo que um tenha sempre uma unidade respondendo a cada unidade do outro, nós os pronunciamos iguais; e é por falta de tal padrão de igualdade na extensão [espacial], que a geometria dificilmente pode ser considerada uma ciência perfeita e infalível. (I.III.I.)
Observe o uso de Hume da palavra número no sentido antigo, para significar um conjunto ou coleção de coisas, em vez da noção moderna comum de "inteiro positivo". A antiga noção grega de número (arithmos) é de uma pluralidade finita composta de unidades. Ver Aristóteles, Metafísica, 1020a14 e Euclides, Elementos, Livro VII, Definição 1 e 2. O contraste entre a antiga e a moderna concepção de número é discutido em detalhes em Mayberry (2000).

## Influência na teoria dos conjuntos
O princípio de que o número cardinal deveria ser caracterizado em termos de correspondência um-para-um já havia sido usado com grande efeito por Georg Cantor, cujos escritos Frege conhecia. Foi então feita a sugestão de que o princípio de Hume deveria ser chamado de "Princípio de Cantor" ou "Princípio de Hume-Cantor". Mas Frege criticou Cantor com base em que Cantor define os números cardinais em termos de números ordinais, enquanto Frege queria dar uma caracterização dos cardeais que fosse independente dos ordinais. O ponto de vista de Cantor, no entanto, é aquele embutido nas teorias contemporâneas dos números transfinitos, como desenvolvido em teoria axiomática dos conjuntos.